# Jeong Yun-ok
Jeong Yun-ok (kor. 정윤옥; ur. 4 lipca 1949) – południowokoreański zapaśnik w stylu wolnym. Olimpijczyk z Montrealu 1976, gdzie odpadł w eliminacjach w kategorii 57 kg.